# There Is No Game: Wrong Dimension
There Is No Game: Wrong Dimension – komputerowa gra przygodowa w reżyserii i według scenariusza Pascala Cammisotty, wyprodukowana i wydana w 2020 roku przez francuską wytwórnię Draw Me A Pixel. Ukazała się w wersjach na platformy Windows, Macintosh, iOS, Android oraz Nintendo Switch.

## Fabuła
There Is No Game: Wrong Dimension jest metafikcją o graczu, którego celem jest zagranie w program, który próbuje za wszelką cenę zniechęcić użytkownika do gry. Program ten nie uznaje się za grę komputerową, a kiedy zostaje w końcu przekonany przez gracza, by się uruchomić, gracz zostaje przeniesiony do innej rzeczywistości i uwięziony w pętli, gdzie przenosi się pomiędzy różnymi wersjami gry.

## Rozgrywka
There Is No Game: Wrong Dimension imituje i wykpiwa style oraz konwencje różnych produkcji growych, między innymi cyklu The Legend of Zelda oraz klasycznych gier przygodowych „wskaż i kliknij” z lat 90. XX wieku. Celem gracza jest rozwiązywanie wymyślnych zagadek, wymagających korzystania w nietuzinkowy sposób z elementów interfejsu czy działania wbrew logice i zasadom obsługi gier (np. poprzez wyrywanie przycisków z HUD-a oraz rozbijanie ekranu wewnętrznego monitora kineskopowego).

## Produkcja
Głównym autorem There Is No Game: Wrong Dimension był Pascal Cammisotto, który zaczynał swoją karierę w branży jako kompozytor muzyki, a następnie jako projektant dla Disneya i Ubisoftu. Jego pierwszą niezależną grą (utrzymaną w konwencji tower defense) był Shad'o. W 2017 roku Cammisotto założył studio Draw Me A Pixel, gdzie pragnął rozbudować do pełnoprawnej gry projekt zarysowany na game jamie sprzed dwóch lat: There Is No Game. Cammisotto musiał sfinansować projekt z własnych pieniędzy, gdyż próba dofinansowania gry za pośrednictwem Kickstartera okazała się klęską i nie zyskała rozgłosu w mediach. Ukończoną grę wypromowali nie branżowi recenzenci, lecz głównie influencerzy.

## Odbiór
There Is No Game: Wrong Dimension zdobyła wiele nagród, w tym Pegaza za najlepszy projekt, statuetkę Pocket Gamer za najlepszą narrację, a także nagrody Aggie Awards za najlepszą grę przygodową roku, najlepszą nietradycyjną grę przygodową, najlepszy projekt, mechanikę i postać.